# Irtych
La rivière Irtych (en russe : Иртыш, Irtish ; en kazakh : Ертiс, Ertis ; en tatar : Иртеш, İrteş ; chinois simplifié : 额尔齐斯河 ; pinyin : éěrqísī hé) est un cours d'eau de Sibérie et un affluent de la rive gauche de l'Ob. Son cours traverse d'abord la Chine, où il est nommé Ertix, puis le Kazakhstan, où il porte le nom de Ertis.

## Géographie
L'Irtych prend sa source dans les monts de l'Altaï, chaîne montagneuse de 300 km de long séparant la Chine de la Mongolie. Puis il s'écoule en Djoungarie (Chine occidentale) avant de traverser le Kazakhstan et la Sibérie dans la majeure partie de son cours. Il se jette dans l'Ob près de la ville de Khanty-Mansiysk. Son nom signifie « rivière blanche ».
L'Irtych (4 248 km), forme avec le cours inférieur de l'Ob (1 162 km) un des plus longs fleuves de la planète ; l'ensemble Irtych-Ob mesure au total 5 410 km de long. Le bassin de l'Irtych, d'une superficie de 1 673 470 km2, couvre une grande partie de la Sibérie occidentale. L'Irtych roule annuellement 94 milliards de mètres cubes d'eau, soit 2 980 m3/s.
La rivière est navigable sur une grande partie de sa longueur entre avril et octobre lorsqu'elle n'est pas gelée ; elle est alors parcourue par des bateaux de transport de marchandises et de passagers ainsi que par des tankers. Omsk, siège de la Compagnie de navigation de la rivière Irtych, est le plus grand port fluvial de Sibérie occidentale. Des ouvrages hydro-électriques ont été construits sur le cours de la rivière non loin de la frontière chinoise ; les barrages de Choulbinsk (1987), Öskemen (1952) et de Boukhtarminsk (1959). Le canal d'irrigation Irtych-Karaganda apporte de l'eau aux terres desséchées des steppes du Kazakhstan et à sa capitale Noursoultan. Un projet non abouti, le Sibaral, visait à alimenter la mer d'Aral. 
Les rives de cette grande rivière étaient occupées par les Chinois, différentes tribus mongoles, dont les Kalmouks avant l'arrivée des Russes au XVIe siècle. La conquête du bassin de l'Irtych par l'empire russe s'est achevée au début du XIXe siècle.

## Affluents
Les principaux affluents de l'Irtych sont, d'amont en aval :
| Rive gauche - Tchar - Chiderty - Ocha - Ichim - Vagaï - Tobol - Noska - Konda | Rive droite - Kaldjir - Kourtchoum - Boukhtarma - Oulba - Ouba - Om - Tara - Ouï - Chich - Touï - Tourtas - Demianka |

### Les débits mensuels à Tobolsk

Débits mensuels de l'Irtych à Tobolsk

## Villes traversées
Kazakhstan :
- Öskemen (ex Oust-Kamenogorsk)
- Semeï (ex Semipalatinsk)
- Pavlodar

Russie :
- Omsk
- Tara
- Tobolsk
- Khanty-Mansiïsk

## Hydrométrie

### Les débits mensuels à Khanty-Mansiïsk

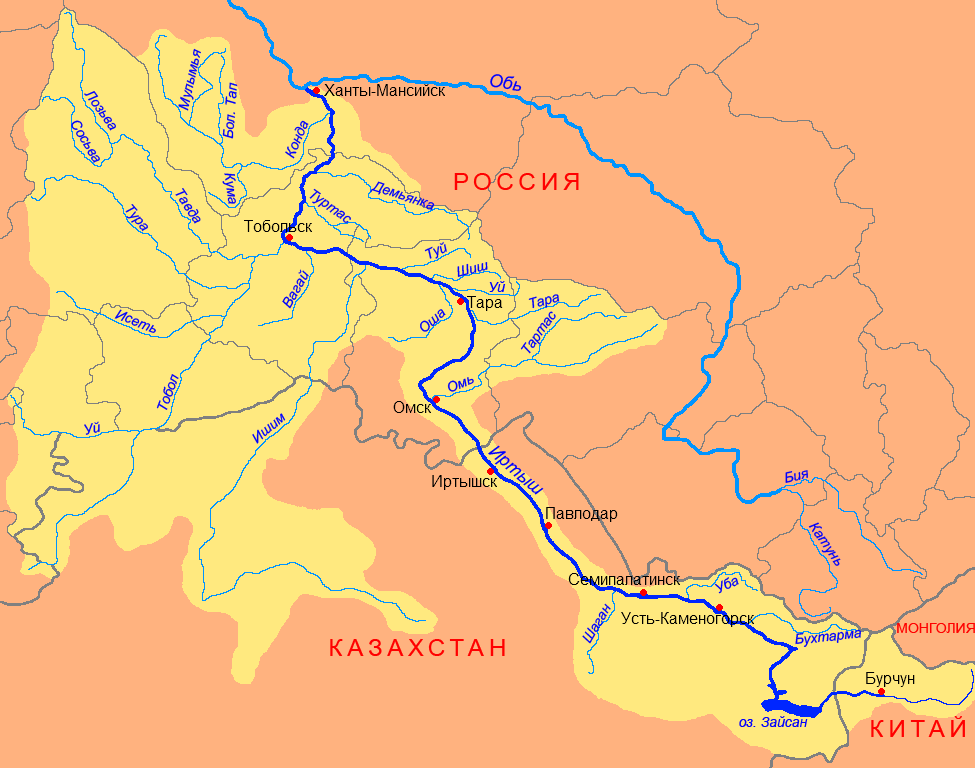
Le bassin de l'Irtych : la rivière et ses principaux affluents

Le débit de l'Irtych a été observé pendant 22 ans (durant la période allant de 1974 à 1999) à Khanty-Mansiïsk, capitale du district autonome des Khantys-Mansis, située à quelque 20 kilomètres de son confluent avec l'Ob.
Le débit inter-annuel moyen ou module observé à Khanty-Mansiïsk durant cette période était de 2 733 m3/s pour une surface prise en compte de 1 650 000 km2, soit la totalité du bassin versant de la rivière. Sur cet immense territoire, seuls 1 110 000 km2 constituaient la surface de drainage effective, le reste étant constitué de plusieurs bassins endoréiques tels ceux du lac de Koulounda ou du lac Tchany.
La lame d'eau écoulée dans cette partie du bassin atteint le chiffre de 52 millimètres par an, ce qui doit être considéré comme peu élevé, et résulte de la modération voire la médiocrité des précipitations observées dans la majeure partie de son bassin.
Rivière alimentée en grande partie par la fonte des neiges, mais aussi par les pluies de la saison chaude, l'Irtych est un cours d'eau de régime nivo-pluvial.
Les hautes eaux se déroulent au printemps et au début de l'été, de mai à juillet inclus, ce qui correspond au dégel et à la fonte des neiges de son bassin. La longueur de la rivière, son extrême lenteur et les nombreux lacs de son bassin contribuent à étaler ses crues sur trois mois, alors que la fonte des neiges s'effectue assez rapidement et presque simultanément sur la plus grande partie du bassin. Fin juillet débute la décrue qui se poursuit jusque fin août, après quoi le débit se stabilise à un niveau satisfaisant tout au long du reste de l'été et de l'automne.
Dès le mois de novembre, le débit de la rivière baisse à nouveau, ce qui mène à la période des basses eaux. Celle-ci a lieu de novembre-décembre à avril inclus et correspond aux gels de l'hiver qui envahissent toute la Sibérie et le nord du Kazakhstan.
Le débit moyen mensuel observé en mars (minimum d'étiage) est de 972 m3/s, soit environ 14,5 % du débit moyen du mois de juin, maximum de l'année (6 671 m3/s), ce qui souligne l'amplitude fort modérée pour la Sibérie des variations saisonnières, découlant du décalage spatio-temporel des crues de ses nombreux affluents.
Sur la durée d'observation de 22 ans, le débit mensuel minimal a été de 672 m3/s en mars 1983, tandis que le débit mensuel maximal s'élevait à 8 600 m3/s en juin 1999 et à 8 580 m3/s en juin 1987, soit à peu près l'équivalent du débit moyen de la Volga en fin de parcours.
En ne considérant que la période estivale, la seule vraiment importante car libre de glaces (de mai à septembre inclus), le débit mensuel minimal observé a été de 1 280 m3/s en septembre 1981, ce qui restait abondant.

### Évolution du débit au long du parcours
| Station          | Kilométrage depuis le confluent | Débits enregistrés en m3/s | Débits enregistrés en m3/s | Débits enregistrés en m3/s | Débits enregistrés en m3/s | Débits enregistrés en m3/s | Débits enregistrés en m3/s | Débits enregistrés en m3/s | Commentaire                       |
| Station          | Kilométrage depuis le confluent | Module en m3/s             | --                         | Débit mensuel minimum      | mois                       | --                         | Débit mensuel maximum      | mois                       | Commentaire                       |
| ---------------- | ------------------------------- | -------------------------- | -------------------------- | -------------------------- | -------------------------- | -------------------------- | -------------------------- | -------------------------- | --------------------------------- |
| Buran            | 3 688                           | 299                        |                            | 55,92                      | février                    |                            | 1 020,00                   | juin                       | Kazakhstan frontière sino-kazakhe |
| Chulba           | 2 922                           | 915                        |                            | 379,00                     | février                    |                            | 2 259,00                   | mai                        |                                   |
| Pavlodar         | 2 396                           | 887                        |                            | 312,00                     | mars                       |                            | 2 352,00                   | mai                        |                                   |
| Tcherlak         | 1 983                           | 869                        |                            | 259,00                     | mars                       |                            | 2 170,00                   | juin                       | Russie frontière russo-kazakhe    |
| Omsk             | 1 824                           | 878                        |                            | 401,70                     | mars                       |                            | 2 111,00                   | mai                        |                                   |
| Iekaterininskoïe | 1 432                           | 887                        |                            | 541,00                     | février                    |                            | 2 091,00                   | mai                        | oblast de Tomsk                   |
| Oust-Ichim       | 1 014                           | 1 219                      |                            | 448,00                     | mars                       |                            | 3 011,00                   | juin                       | confluent de l'Ichim              |
| Tobolsk          | 637                             | 2 155                      |                            | 596,40                     | mars                       |                            | 5 665,00                   | juin                       | après le confluent de la Tobol    |
| Demianskoïe      | 311                             | 2 129                      |                            | 745,00                     | mars                       |                            | 5 614,00                   | juin                       |                                   |
| Khanty-Mansiïsk  | 20                              | 2 733                      |                            | 972,50                     | mars                       |                            | 6 671,00                   | juin                       |                                   |

selon les stations hydrométriques existantes sur les cours d'eau du bassin de l'arctique.

## Littérature
Le bagne d'Omsk dans lequel Dostoïevski est enfermé de janvier 1850 à janvier 1854 est à quelques verstes de l'Irtych (une verste vaut un peu plus d'un kilomètre). L'écrivain raconte cette période dans les Souvenirs de la maison des morts, et mentionne que les seuls bons moments étaient les travaux au bord de la rivière.